# 韓国による天皇謝罪要求
韓国による天皇謝罪要求（かんこくによるてんのうしゃざいようきゅう）では、2012年8月14日に、当時韓国大統領であった李明博が「天皇（日王）が韓国に来たければ独立運動家に謝罪せよ」と要求したこと、及び同年8月10日に行った竹島上陸に端を発した韓国と日本の外交衝突について述べる。

## 背景
李明博は、2008年の大統領就任以前から日本には「謝罪や反省は求めない」と発言しており、大統領就任後の2008年4月に訪日すると、当時の天皇明仁、皇后美智子との会見時に韓国訪問を招請した。
2011年10月、韓国の要請を受けて日韓首脳会談でウォン急落が懸念される韓国を支援するため通貨交換協定を130億ドルから700億ドルに拡大。2011年12月、日韓首脳会談で李明博は、慰安婦問題の解決を日本の野田佳彦首相に強く求めた。2012年7月、李明博は申珏秀駐日大使に対して日本側の慰安婦問題解決の意志について打診したが日本の歴史認識は変わっていないと報告を受けた。

## 概要
- 2012年8月10日、李明博が竹島（韓国名：独島）に上陸し、「韓国領」であると改めて発言。同日、ロンドンオリンピックにおける男子サッカー日韓戦で勝利した朴鍾佑が「独島は韓国の領土である」と記載されたプラカードを掲げる[6]。
- 8月13日、日本政府は韓国への700億ドル（5兆5千億円）におよぶ資金支援枠の大幅な拡大は李明博の竹島上陸がなされても見直さない旨を発表する[7]。
- 8月14日
  - 李明博は天皇について「（日王が）痛惜の念などという単語ひとつを言いに来るのなら、訪韓の必要はない」[3]「（日王が）『痛惜の念』などという良く分からない単語を持ってくるだけなら、来る必要はない。韓国に来たいのであれば、独立運動家を回って跪（）いて謝るべきだ」と謝罪を要求する発言を行った[8][9][10][11]。
    - 「痛惜の念」とは、当時の天皇明仁が1990年5月24日に訪日した盧泰愚大統領を迎える宮中晩餐会でのおことばにある表現である。

- - 同日付の『ソウル新聞』は、以下のように報じた[13]（日本語訳は西村幸祐による[10]。西村は『やまと新聞』のインタビューで、李明博が「足をしばって、ひざまづいて謝罪するなら」と発言したことを伝えた[14]）。

「跪いて謝罪する」について西村は、「儒教の因習が色濃く残る韓国では、罪人が謝罪するときに跪かせるのが一般的で、足を縛って跪かせ、土下座させる刑罰も朝鮮半島にあった。つまり、李明博大統領の発言は「日王」が足を縛って跪いて謝罪する姿までを連想させてしまうのである」と述べている。
その後、『ソウル新聞』はWEBサイトの記事から「跪いて謝罪」という言葉を削除した。西村は、「面白いことに、日本人に最初に天皇謝罪発言の真実を伝えてくれたソウル新聞はその後、WEBサイトの記事を改竄（かいざん）してしまう。現在、当該ページ（『ソウル新聞』2012年8月15日』2012年8月15日）を読むと、見出しをも含め、「跪いて謝罪」という言葉は一切、なくなっている」と述べている。
一方、インターネットアーカイブ・サイトには以下のように最初の記事が残されている。記事の下線と内部リンクは引用者が施したものである。
| 朝鮮語の原文 | 文言の日本語訳 |
| --- | --- |
| 이 대통령은 이날 충북 청원군 한국교원대학교를 방문한 자리에서 ‘독도 방문’에 대한 질문이 나오자 작심한 듯 직설적으로 일본을 몰아붙였다. 이 대통령은 현장에서 일왕이 ‘무릎을 꿇고’ 사과해야 한다는 표현을 쓴 것으로 알려졌지만, 이후 청와대가 공개한 발언록에는 빠진 것으로 확인됐다. | 李大統領はこの日、忠清北道清原郡の韓国教員大学校を訪問した席で“独島訪問”についての質問が出ると、毅然として直接的な表現で日本に対して明確な謝罪を求めた。李大統領は、その場で日王が“跪（ひざまず）いて”謝罪しなければならないという表現を使ったことが報道されたが、その後、大統領府が公開した発言録から〔この文言が〕削除されたことが確認された。 |

- 8月15日、李明博は光復節祝辞で「日本軍慰安婦被害者問題は人類の普遍的価値と正しい歴史に反する行為」であると述べた[5]。
  - 日本政府は李明博の天皇謝罪要求について謝罪と撤回を要求したが、金星煥外交通商相は大統領と同様の見解を示すとともに昭和天皇の戦争責任を主張した[17]。また、日本政府は駐韓大使の一時的な帰国措置を取った。
- 8月17日、野田首相は李明博に対して親書を送ったが、22日に韓国は受領する代わりに日本の外務省に返却しに来たため外務省は敷地内への立ち入りを拒否した[18][19]。同日、玄葉光一郎外相は申珏秀駐日大使に抗議した[20]。
- 8月23日、安住淳財務相は10月に期限が切れる日韓通貨交換協定の拡大措置について、10月以降は白紙とすることを表明するとともに[4]、日本側から通貨交換協定を要請したとする韓国側の報道を否定した[4]。
- 8月24日、キム・イルセン兵務庁長は韓国国会で朴鍾佑の兵役免除を認めることを明らかにし、「勇気のある奇特な選手だ」と行為を評価した[21]。

### 韓国世論

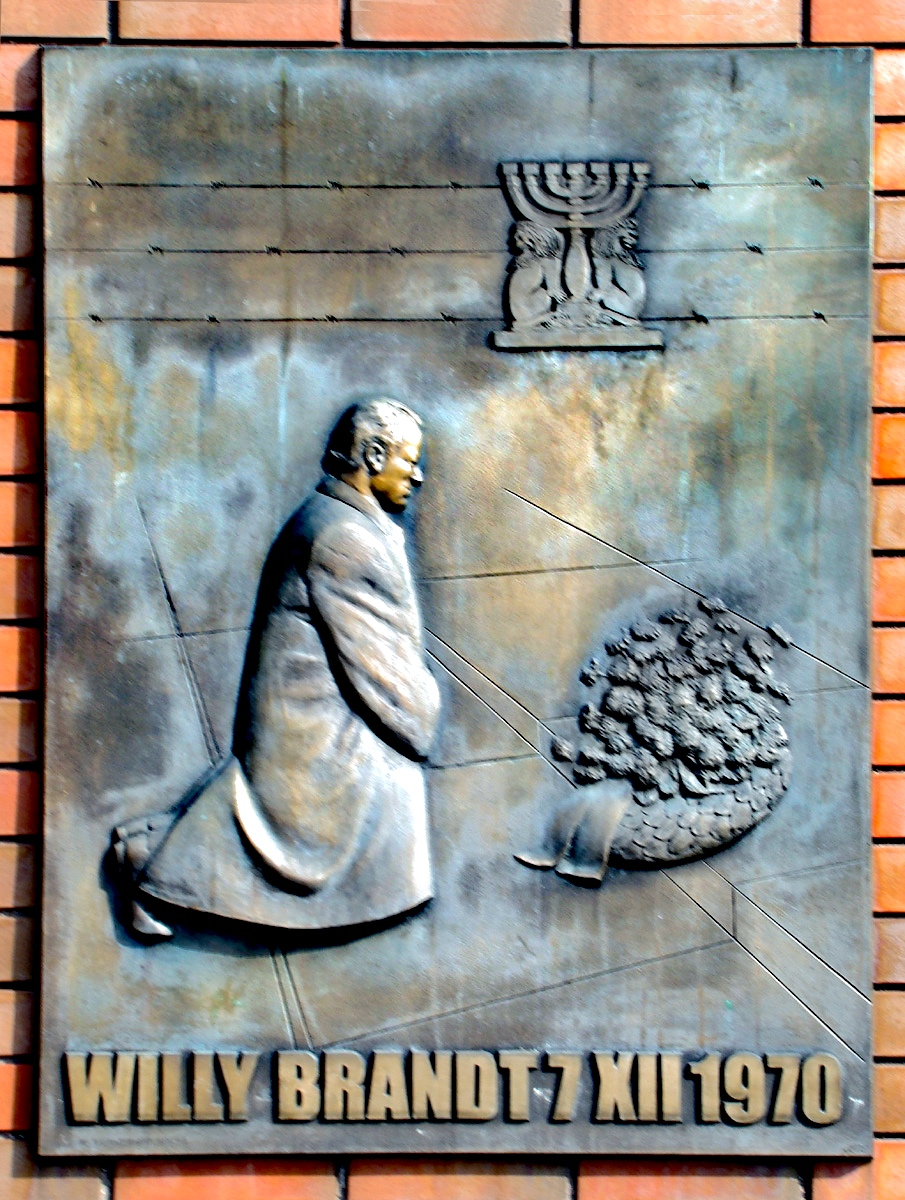
ユダヤ人犠牲者慰霊碑前で膝をついて謝罪するブラント西ドイツ首相（1970年12月7日）

李明博の天皇への謝罪要求について、韓国最大の発行部数を誇る保守系紙朝鮮日報は「日王の父ヒロヒトは1926年の即位後、植民地支配時に我が民族全体を迫害し、弾圧した人物であり、太平洋戦争では韓国の若者を銃の盾とし、若い女性を日本軍の性的奴隷にした特別A級戦犯であり、南北分断も日帝統治が原因であるのだから、日本王室（皇室）に対する当然の要求である」と大統領の発言を肯定するとともに、「アキヒトは手遅れになる前に、ブラント西ドイツ首相（ユダヤ人犠牲者慰霊碑前で膝をついて謝罪した）のように膝をついて謝罪する写真を歴史に残すべきである」と訴えている。このような動きに対して酒井信彦は韓国は慰安婦問題をナチスのユダヤ人虐殺になぞらえ、売春を虐殺と同等の「犯罪」だと決め付けるまでに至っており、日本人は韓国人によって世界史に全く類を見ない冤罪を着せられていると述べている。
反民族行為処罰法に基づいて韓国国会と共同で親日派708人名簿を作成した光復会は李明博の発言を積極的に支持するとして「日王は韓国を訪問する前に独立有功者と遺族に頭を下げて謝罪しなければならない」「日王は軍慰安婦と強制徴用・徴兵被害者たちにも心からの謝罪はもちろん、政府はこれによる国家的賠償を要求しなければならない」との声明を出した。

## 日本の対応

### 日本国会の謝罪要求撤回決議
8月24日、衆議院本会議にて李明博による天皇謝罪要求発言と島根県竹島への上陸に抗議する決議が提案され民主党、自由民主党、公明党、みんなの党、国民の生活が第一などの賛成により、日本共産党、社会民主党の反対を押さえて採択された。決議では天皇謝罪要求について「友好国の国家元首の発言として極めて非礼で決して容認できない」と発言の撤回を求めるとともに竹島占拠について「わが国固有の領土であるのは歴史的にも国際法上も疑いはない」「不法占拠を韓国が一刻も早く停止することを強く求める」とされた。
8月29日、参議院本会議にて天皇謝罪要求発言と竹島への上陸に抗議する決議が提案され、民主党、自民党などの賛成により可決された。決議では「友好国の国家元首が天皇陛下に対して行う発言として極めて非礼な発言であり、決して容認できないものであり、発言の撤回を求める」とされた。
天皇謝罪要求撤回に併せて提起された、竹島をめぐる国会決議は韓国が李承晩ラインを引いたのに対し、1953年11月に決議された日韓問題解決促進決議以来である。

### 批判
東京大学名誉教授の坂本義和は、慰安婦問題などに関して日本政府の対応を批判しながらも、李明博によるこの発言は「明らかに失言」であり、「日本の戦争責任を日本のふつうの国民以上に痛感している点で、私も敬愛を惜しまない現天皇について、あまりに無知であり、恥ずべきである」と強く批判した。
日本共産党も「（いまの）天皇というのは憲法上、政治的権能をもっていない。その天皇に植民地支配の謝罪を求めるということ自体がそもそもおかしい。日本の政治制度を理解していないということになる。日本政府に対して、植民地支配の清算を求めるならわかるけど、天皇にそれを求めるのはそもそもスジが違う」とこれを批判している。

### 外交的配慮
2012年12月16日に第46回衆議院議員総選挙が実施される約2ヶ月前の10月8日、総選挙による政権交代で与党復帰の可能性が高いと予想された野党第一党・自民党の衆議院議員（元首相）麻生太郎は、韓国大統領府で李明博と会談した。天皇に謝罪を求めたとされる8月の発言について、麻生は会談後、報道陣に対し、「陛下に韓国に来いとか、謝れとかいったことはない、という話を（李大統領から）うかがった」と述べた。一方、2013年2月15日に李明博大統領は韓国核武装肯定と竹島上陸は日本への先制である旨を語った際に、「日王は（自分の発言以後）『謝る用意もあり韓国を訪問したい』と明らかにしたという。実際より少し誇張されて自分の発言が伝えられた面がある」と、東亜日報のインタビューで明らかにした。

### 対韓感情への影響
この影響で、官民ともに交流事業の中止が相次いだ。また、韓国を訪れる日本人観光客も、ウォン高にシフトしていたことも相まって減少をし続け、2013年には長年日本人が1位であった入国者数でも、初めて中国人が1位になり、2位に転落することになった。　

### 軍事的脅威
読売新聞とアメリカギャラップ社の共同調査によって「日本にとって軍事的な危険な国」として日本国民の37％が韓国を上げており、李明博の行動が影響を与えているとの分析がなされている。中央日報は、李明博の竹島上陸と合わせて、この謝罪要求によって、日本社会が嫌韓へと転じたと指摘している。